# 蔡依林的慈善公益
臺灣歌手蔡依林曾參與多項慈善和公益活動，包括在家鄉及周邊地區發生災害時透過捐款等方式提供援助。其公益活動範疇涵蓋兒童和少年權益、老人權益、婦女權益、LGBT權益、身心障礙者權益、動物權益、公共衛生安全等。

## 捐助救援
| 時間       | 事件 |
| ---------- | --- |
| 1999年9月  | 臺灣發生921大地震，蔡依林將專輯《1019》簽唱會收入捐出用於賑災，並在〈和世界做鄰居〉MV中記錄震後救援和表達感謝。 |
| 2003年5月  | 全球爆發SARS疫情，和85名藝人共同演唱公益歌曲〈手牽手〉。                                                        |
| 2003年5月  | 代表〈手牽手〉全體演唱者前往行政院衛生署疾病管制局慰問醫護人員，並捐贈10萬張單曲。                              |
| 2004年12月 | 以匿名方式向多個慈善機構捐款，援助2004年印度洋大地震賑災。                                                      |
| 2005年1月  | 參加東風衛視「送愛到南亞賑災晚會」並捐款。                                                                      |
| 2008年5月  | 和友人捐款人民幣100萬元援助汶川大地震，並參加中視「把愛傳出去四川賑災募款晚會」。                               |
| 2008年7月  | 擔任世界展望會「飢餓三十人道救援行動」代言人，前往四川災區多地慰問。                                            |
| 2009年8月  | 臺灣八八水災，和友人捐款新臺幣300萬元。                                                                         |
| 2010年4月  | 參加北京「博愛中國·仁愛傳遞演唱會」，收入捐給中國紅十字基金會，用於玉樹和汶川災區助學計畫。                     |
| 2011年3月  | 和經紀公司捐款5萬美元援助日本東北地方太平洋近海地震賑災。                                                       |
| 2013年4月  | 捐款人民幣100萬元援助蘆山地震賑災。                                                                             |
| 2013年7月  | 透過四川省慈善總會捐款人民幣15萬元，協助蘆山地震災區小學重建。                                                  |
| 2014年8月  | 捐款新臺幣200萬元援助高雄氣爆事故（100萬元用於救援人員，100萬元協助受影響民眾）。                               |
| 2018年2月  | 捐款新臺幣100萬元援助花蓮地震賑災。                                                                             |
| 2020年1月  | 中國爆發COVID-19疫情，捐款人民幣100萬元。                                                                       |
| 2020年4月  | 和歌手陳奕迅受雲南廣播電視台邀請共同演唱公益歌曲〈Fight as One〉。                                              |
| 2021年5月  | 臺灣COVID-19疫情升溫，透過臺北市政府社會局捐款新臺幣100萬元，用於購置智慧型溫控便當機。                         |

## 公益活動
| 時間       | 事件 |
| ---------- | --- |
| 2003年11月 | 受麥當勞叔叔之家慈善基金會邀請擔任「親親寶貝大使」，呼籲幫助跨地治病的兒童並捐款支持建設「麥當勞叔叔親子套房」。    |
| 2004年3月  | 受統一超商和董氏基金會邀請代言「憂鬱青少年向陽計畫」，呼籲協助憂鬱青少年。                                          |
| 2004年6月  | 受香港老年癡呆症協會邀請參加「歲月優悠九重奏音樂會」，呼籲關注老年癡呆問題。                                        |
| 2004年6月  | 在馬來西亞古晉舉辦專輯《城堡》簽唱會，將令吉5萬元收入捐給馬來西亞石角民立中學作為辦學資金。                         |
| 2004年11月 | 在臺北舉辦「J1世界巡迴演唱會」，將前100張門票收入及其他門票收入中每張50元捐給麥當勞叔叔之家慈善基金會。             |
| 2005年4月  | 受多個單位邀請代言「寶貝我們的希望——搶救受虐天使」活動，呼籲預防兒童受虐並重視兒童保護。                            |
| 2005年7月  | 受聯合國兒童基金會和尼可兒童頻道邀請代言「Nick 2015計畫」，呼籲各國落實兒童保護政策。                               |
| 2006年11月 | 在臺北舉辦3場「唯舞獨尊世界巡迴演唱會」，將每張門票收入中50元捐給麥當勞叔叔之家慈善基金會，總額超過新臺幣1000萬元。 |
| 2008年4月  | 受行政院衛生署和董氏基金會邀請代言「2008戒菸就贏比賽」。                                                            |
| 2008年8月  | 受行政院衛生署和董氏基金會邀請擔任「拒菸大使」，呼籲企業落實室內禁菸措施。                                          |
| 2009年4月  | 受中華民國紅心字會邀請擔任「教育關懷大使」，呼籲關懷弱勢家庭兒童。                                                  |
| 2009年5月  | 受兒童福利聯盟文教基金會邀請代言「讓愛起飛」活動，呼籲提供失業母親工作機會。                                        |
| 2010年4月  | 受行政院衛生署和董氏基金會邀請代言「2010戒菸就贏比賽」。                                                            |
| 2010年9月  | 受陽光社會福利基金會邀請代言「陽光活動」，呼籲尊重和關愛顏損人士。                                                  |
| 2011年4月  | 受瑪利亞社會福利基金會邀請擔任「傳愛大使」，呼籲幫助偏遠小學的身心障礙兒童。                                        |
| 2014年4月  | 參加「Project WAO女生團結音樂節元年」，演唱會收入捐給都市人基金會「向日葵活力工程專案」。                           |
| 2014年10月 | 受兒童福利聯盟文教基金會邀請代言「助我長大·幫我找家」活動，呼籲捐款和領養兒童。                                     |
| 2015年5月  | 設計OK蹦貼紙義賣，收入捐給台灣伴侶權益推動聯盟以推動多元成家法案。                                                  |
| 2015年9月  | 受愛盲基金會邀請擔任「愛盲心教官」，呼籲正確協助視障人士。                                                          |
| 2015年10月 | 設計1000組翻糖蛋糕義賣，收入捐給台灣伴侶權益推動聯盟。                                                              |
| 2016年3月  | 受臺北市政府教育局邀請代言「推動性別友善廁所建置試辦實施計畫」，呼籲重視性別平等教育。                              |
| 2016年8月  | 參加「愛最大·其實我們都一樣！婚姻平權公益演唱會」，收入捐給台灣伴侶權益推動聯盟。                                   |
| 2016年9月  | 參加「Bazaar明星慈善夜」，捐款人民幣70萬元給芭莎公益慈善基金，用於救助車項目。                                      |
| 2017年5月  | 繪製畫作《你》義賣，收入新臺幣20萬元捐給台灣伴侶權益推動聯盟。                                                      |
| 2017年6月  | 受台灣愛滋病學會等單位邀請擔任「為i篩檢大使」，呼籲以正面態度面對愛滋。                                             |
| 2017年10月 | 受芬迪邀請參與「Hong Kong Peekaboo Project」設計手袋義賣，收入捐給小胖威利病友關懷協會。                            |
| 2017年12月 | 受華山社會福利慈善事業基金會邀請代言「愛老人愛團圓」活動，並捐款新臺幣100萬元（另於2016年私下捐款新臺幣100萬元）。  |
| 2018年3月  | 受亞洲善待動物組織邀請，呼籲拒絕皮草貿易和動物娛樂產業。                                                            |
| 2018年7月  | 受台灣兒童暨家庭扶助基金會邀請代言「無窮世代」活動，呼籲關注弱勢兒童學習困境。                                      |
| 2018年10月 | 參加「One Night給小孩公益演唱會」，收入捐給慈善機構。                                                               |
| 2019年8月  | 受台灣兒童暨家庭扶助基金會邀請代言「無窮世代」活動。                                                                |
| 2019年9月  | 受北京扶老助殘基金會邀請擔任「安心工坊愛心發起大使」，呼籲捐款幫助殘障家庭。                                        |
| 2019年10月 | 受衛生福利部國民健康署等單位邀請擔任「拒菸大使」，呼籲重視菸品對健康的危害。                                        |
| 2020年12月 | 受台灣兒童暨家庭扶助基金會邀請代言「無窮世代」活動。                                                                |
| 2021年8月  | 受台灣兒童暨家庭扶助基金會邀請代言「無窮世代」活動，並捐款新臺幣100萬元購置50台筆記型電腦。                         |
| 2022年3月  | 受罕見疾病基金會邀請代言「罕見疾病弱勢兒少助學培力計畫」，呼籲捐款。                                                |
| 2023年10月 | 受罕見疾病基金會邀請代言「罕見疾病弱勢兒少助學培力計畫」，呼籲捐款。                                                |